# Karłowo (powiat sochaczewski)
Karłowo – wieś w Polsce położona w województwie mazowieckim, w powiecie sochaczewskim, w gminie Iłów.
Sołectwo Kaptury-Karłowo tworzą wsie Kaptury i Karłowo.
W latach 1975–1998 miejscowość administracyjnie należała do województwa płockiego.